# 三裂叶报春
三裂叶报春（学名：Primula triloba），为报春花科报春花属下的一个植物种。